# 王康平
王康平（?—?），湖北省漢陽府黃陂縣人，清朝政治人物、進士出身。
光緒三年（1877年），参加丁丑科殿試，登進士二甲第123名。同年五月，分部學習。